# NGC 6433
NGC 6433 је спирална галаксија у сазвежђу Херкул која се налази на NGC листи објеката дубоког неба.
Деклинација објекта је + 36° 48' 2" а ректасцензија 17h 43m 56,2s. Привидна величина (магнитуда) објекта NGC 6433 износи 13,3 а фотографска магнитуда 14,1. NGC 6433 је још познат и под ознакама UGC 10962, MCG 6-39-15, CGCG 199-13, IRAS 17422+3649, PGC 60766.